# Eumeta mercieri
Eumeta mercieri är en fjärilsart som beskrevs av Jean Bourgogne 1966. Eumeta mercieri ingår i släktet Eumeta och familjen säckspinnare. Inga underarter finns listade i Catalogue of Life.